# Ressuscitat
Risen és una pel·lícula dels Estats Units del 2016 de drama bíblic, dirigida per Kevin Reynolds i escrita per Reynolds, Paul Aiello i Karen Janszen. És protagonitzada per Joseph Fiennes, Tom Felton, Peter Firth i Cliff Curtis. Aquest film ha estat doblat al català.

## Sinopsi

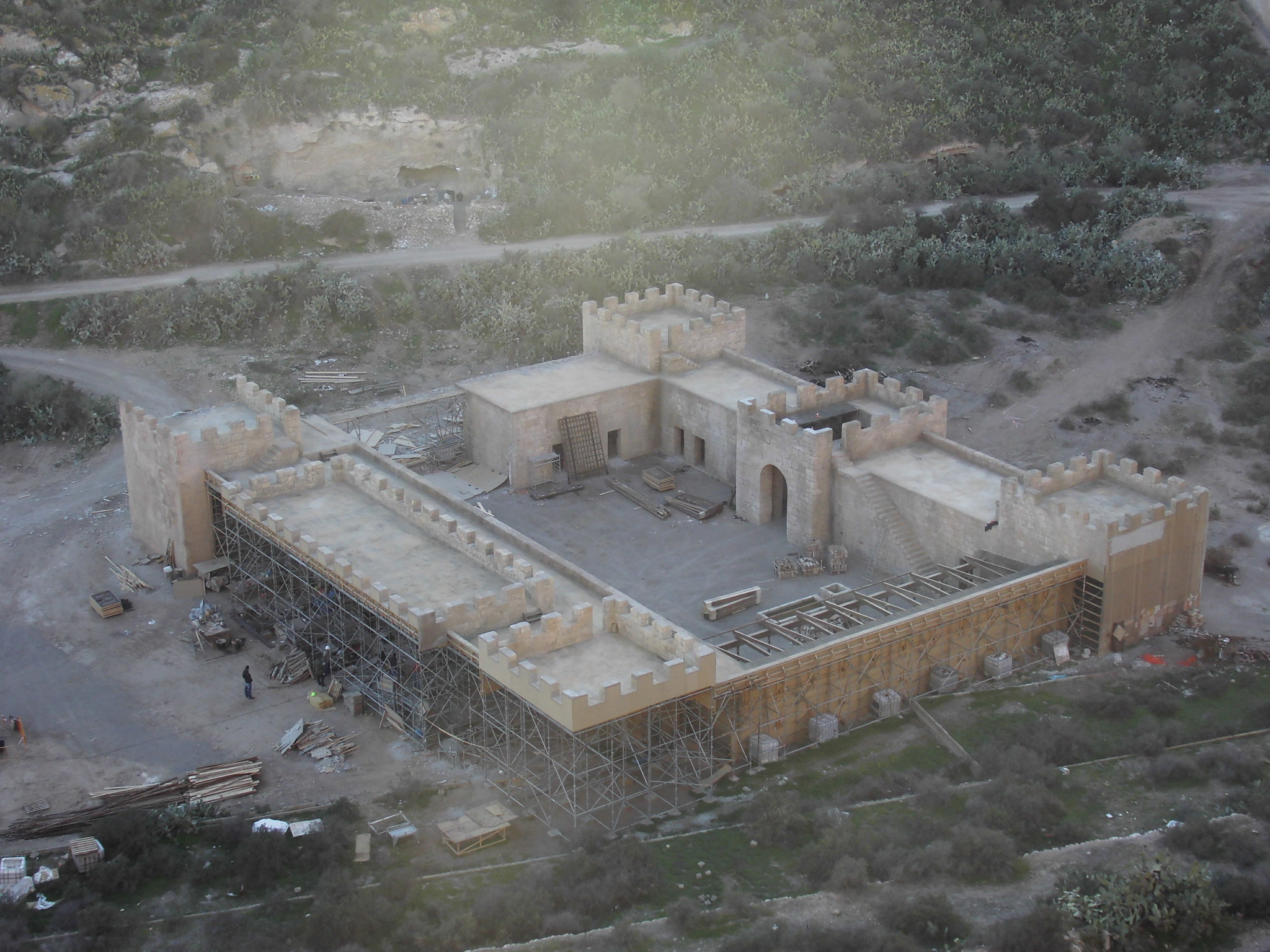
Detall del muntatge per a la residència de Pilat.

Clavius Valerius, un eficaç i professional tribú romà, és encarregat per Ponç Pilat de fer executar la pena capitata (crucifixió) a tres rebels acusats de sedició contra l'Imperi, un d'ells un tal Jesús de Natzaret. A més ha d'encarregar-se de la seva sepultura i vigilància amb una escorta de soldats per com d'«inusual» i preponderant és la seva personalitat entre les altes autoritats jueves. Tanmateix, queda sorprès en saber que els soldats sota les seves ordres havien desaparegut i la tomba era buida, sorprenentment no hi havia indicis que hagués estat un robatori. Això fa que Pilat s'inquieti, i li encarrega que investigui els rumors sobre la resurrecció del messies jueu i que localitzi aviat el cos de Jesús per calmar la possibilitat d'una imminent insurrecció a Jerusalem durant els 40 dies següents.